# タルト (キャラクター)
タルトとは愛媛県在住のデザイナーによりデザインされたキャラクターである。
愛媛の郷土菓子であるタルトをモチーフにしたキャラクターで、世界征服を目的とした宇宙人。伊予弁で話す。また、生地（白）と餡（黒）の反転した影バージョンも存在する。
名称については「タルト」や「タルト人」、「タルト君」、「タルト星人」など様々な名前で呼ばれており、あまり決まったものがない。

## 来歴
松山市内のとあるバーの常連客が作者（2号さん）であり、作者は「松山を盛り上げるために作った（パチンコをやめるため、そして愛媛に恩返しするため）」と述べている。
最初はNTTドコモの待ち受け配信サイトでの画像配信のみであったが、道後温泉やドコモショップ、伊予鉄道などの非売品のグッズが作られたことから話題となり、現在シールやライターなどさまざまな商品展開が行われている。
2006年には小林よしのりの『おぼっちゃまくん』とのコラボシールが発売された。
その他、松山港ターミナルのイメージキャラクターである「まつやまかんこっこ」ともコラボしている。
また、タルトでは主として愛媛が販売地域となってしまうために作られたHENRO（HENROシール、遍路道を示す遍路シールとは違う）ともコラボしており、四国内でのコラボやキャラクター化が広がっている。
商品は愛媛県内の松山空港、港、サービスエリアや道の駅など以外にも県外の高松駅など主要な駅やサービスエリアや関東のアンテナショップなどで取り扱われている。関東のアンテナショップのひとつに、新橋の「香川・愛媛せとうち旬彩館」がある。
2008年6月25日より、フリーペーパーである『YES?』に絵本が連載されることとなった。

## エピソード
タルトの商品化を進めていく中で、愛媛県菓子工業組合からクレームが入った（現在は和解）。
商標をとるにあたっては、県内の弁理士から「タルトは愛媛の菓子屋さんが命をけずって育ててきた伝統のお菓子。○○さんも愛媛の県人ならば、そのような馬鹿にするような事はやめてほしい」とまで言われる。作者はあくまでタルトを盛り上げる為に動いていたため、この時はかなり凹まされたものの自分は間違っていないと確信していたため、強行突破したとされる。
今でも『ゲゲゲの鬼太郎』の目玉のおやじのパクリなどと言われることも多いが、作者は「そこからパクッていない」「今の世の中、原始時代ではないのでよっぽど突出しているデザイン以外は何かに似てくるのは必然。頭に浮かぶあなたの発想は何かに影響されていないわけがない」と話している。

## グッズ
以下のほかにもぬいぐるみ、タルト（菓子）専用台などさまざまなグッズが作成されている。
- ステッカー（全10種以上）
- ライター（全4種類）
- ストラップ
- Tシャツ（全4種類）
- ボールペン（全20種類以上）
- ミニクッション
- 帽子（キャップ）
- 傘
- ビーチボール

### CD
- 「タルトのうた」吉野聡留（2008年11月2日 KISSING DESTINY FRUIT）